# РАТАН-600
РАТАН-600 (от радиоастрономический телескоп Академии наук) — крупнейший в мире радиотелескоп с рефлекторным зеркалом диаметром около 600 метров. Принадлежит Специальной астрофизической обсерватории Российской академии наук. Основными преимуществами телескопа являются высокая чувствительность по яркостной температуре и многочастотность.
Радиотелескоп расположен в Карачаево-Черкесии, недалеко от станицы Зеленчукская, на высоте 970 метров над уровнем моря. В 4,5 км южнее расположен полноповоротный радиотелескоп РТФ-32 радиоастрономической обсерватории «Зеленчукская» (ИПА РАН).
Руководитель — заместитель директора САО РАН, академик Ю. Н. Парийский[уточнить].

## История
Идея использования антенн переменного профиля для радиоастрономии была предложена профессором Семёном Хайкиным и доктором физико-математических наук Наумом Кайдановским. Эта идея сначала была реализована в Пулковской обсерватории в виде Большого пулковского радиотелескопа, где она показала свою высокую эффективность. Удачный опыт эксплуатации позволил перейти к сооружению более крупного радиотелескопа РАТАН-600.
Проектное задание на сооружение радиотелескопа было разработано Главной астрономической обсерваторией Академии наук СССР. Данный проект был утверждён 18 августа 1965 года распоряжением Президиума Академии наук СССР за № 53-1366. На основании этого распоряжения 6 октября 1965 года отведена площадка под строительство на равнине, между реками Большой Зеленчук и Хуса-Кардоникская, вблизи станицы Зеленчукской.
В 1966 году Совет министров СССР принял «Постановление о сооружении крупного радиотелескопа для Академии наук СССР».
В марте 1968 года было утверждено техническое задание на строительство радиотелескопа. Летом этого же года начались строительные работы на южной окраине станицы Зеленчукской.
В 1969 году строящийся радиотелескоп был включён в состав Специальной астрофизической лаборатории, главным конструктором по радиоэлектронному оборудованию назначен Д. В. Корольков.
Сентябрь 1970 года — создана рабочая группа для подготовки эксплуатационных кадров, контроля строительства и организации научно-исследовательских работ.
В 1973 году была завершена первая часть радиотелескопа: северный сектор кругового отражателя, облучатель № 1, лабораторный корпус и другие вспомогательные сооружения. В январе 1974 эта часть была принята к пусконаладочным работам и подготовке к пробным наблюдениям. Для этого был создан Отдел радиоастрономических наблюдений, руководителем был назначен Юрий Парийский.
Первое наблюдение состоялось 12 июля 1974 года, было принято излучение от радиоисточника PKS 0521-36 на волне 3,9 см.
В 1975 году были начаты регулярные наблюдения. Их тематика каждый год утверждалась Программным комитетом РАТАН-600 под председательством Николая Кардашёва.
В декабре 1976 года было завершено строительство, а также введены в эксплуатацию остальные части радиотелескопа: западный, восточный и южный сектора, плоский отражатель.
В октябре-ноябре 1977 года на радиотелескопе РАТАН-600 были выполнены наблюдения передатчиков ALSEP, оставленных на Луне пятью миссиями «Аполлон» (12, 14, 15, 16 и 17). Измерены селенографические координаты мест высадки (точность ок.1 градуса) и мощность передатчиков, всё согласуется с данными НАСА. Результаты опубликованы в «Письмах в Астрономический Журнал» (М. Н. Наугольная и др., ПАЖ, т. 4 (1978), с. 562—565), в сети доступен английский перевод (Naugolnaia, M. N., Spangenberg, E. E., Soboleva, N. S., & Fomin, V. A. Selenographic coordinate measurements with the RATAN-600 radio telescope. Soviet Astronomy Letters, vol. 4, Nov.-Dec. 1978, p. 302—304).
В 1978 году состоялось награждение группы сотрудников Специальной астрофизической лаборатории, которая занималась проектированием и сооружением радиотелескопа, орденами и медалями СССР.
В конце XX века была проведена масштабная модернизация системы, в результате чего многие функции радиотелескопа стали автоматизированными. В 2015 году Минобрнауки выделило 100 миллионов рублей на автоматизацию и обновление опорно-двигательной системы, стало возможно регулировать наклон щитов телескопа к горизонту.
В соответствии с заявлением директора Департамента науки и технологий Министерства образования и науки Российской Федерации Сергея Салихова, сделанным в июле 2015 года, телескоп должен был быть обновлён в течение двух лет.

## Назначение
Телескоп позволяет проводить исследование как близких объектов: Солнца, солнечного ветра, планет и спутников, так и крайне удалённых: радиогалактик, квазаров, космического микроволнового фона.
При создании телескопа ставились следующие основные цели:
- обнаружение большого числа космических источников радиоизлучения, отождествление их с космическими объектами;
- изучение радиоизлучения звезд;
- исследование тел Солнечной системы;
- исследования областей повышенного радиоизлучения на Солнце, их строения, магнитных полей;
- обнаружения искусственных сигналов внеземного происхождения.

Среди основных преимуществ радиотелескопа можно выделить:
- многочастотность (от 0,6 до 35 ГГц);
- большое безаберрационное поле;
- высокая разрешающая способность и высокая чувствительность по яркостной температуре.

Радиотелескоп работает в режиме общего пользования, наблюдательное время распределяется программным комитетом. Половина наблюдательного времени выделяется учёным различных институтов России, 30 % — учёным САО, оставшиеся 20 % — зарубежным астрономам. Число заявок на наблюдательное время в среднем втрое превышает возможности.

## Принцип работы

Ход лучей при работе телескопа

Работа в сантиметровом диапазоне волн требует зеркального телескопа; размеры зеркала определяются исходя из необходимой разрешающей способности. При использовании традиционного параболического зеркала для получения высокой разрешающей способности требуется телескоп диаметром порядка сотен метров и более. Стоимость такого зеркала оказывается очень высокой из-за большого числа поддерживающих конструкций.
Для снижения стоимости необходимо расположить зеркало рядом с землёй и, по-возможности, сделать конструкцию не очень высокой. Это приводит к идее зеркала, набранного из вертикальных полосок, выстроенных вдоль некоторой кривой на поверхности земли. Так как приёмный рупор также лучше расположить на поверхности земли, то форма кривой должна быть образована сечением воображаемого параболоида, направленного на наблюдаемый источник горизонтальной плоскостью, проходящей через фокус. Сложность заключается в том, что сечения оказываются различными в зависимости от высоты источника над горизонтом. Если параболоид направлен в зенит, то сечение получается круговым, если на горизонт, то параболическим. Промежуточные положения приводят к эллиптическим сечениям.
Расчёты показали, что необходимое смещение элементов зеркала при перестройке на различные источники оказывается не очень большим, что и позволило обойтись относительно небольшими недорогими механизмами.
Первым радиотелескопом, имевшем такую конструкцию, был Большой Пулковский радиотелескоп. В нём управление отражателем осуществлялось в ручном режиме. Построенный позднее РАТАН-600 в начале своей работы управлялся в полуавтоматическом режиме, а позднее был переведён в полностью автоматический режим.
Ещё одним недостатком конструкции является ножеобразная диаграмма направленности, вместо карандашеобразной обычного параболического зеркала. Это позволяет с высокой точностью измерять яркость внутри вертикальных полосок источника, но не даёт распределение внутри такой полоски. К счастью, источники перемещаются в вертикальной плоскости, и за счёт нескольких измерений при различных азимутах можно вычислить детальное распределение яркости в недостающей плоскости.

## Конструкция

Общий план: 1 — круговой отражатель;
2 — плоский отражатель;
3 — радиальные железнодорожные пути;
4 — центральный поворотный круг;
5 — кольцевые рельсы;
6 — домики с управляющей аппаратурой (9 шт.);
7 — два здания с управляющей аппаратурой

Основу телескопа составляют два основных отражателя: круговой и плоский, а также пять подвижных наблюдательных кабин.

### Круговой отражатель

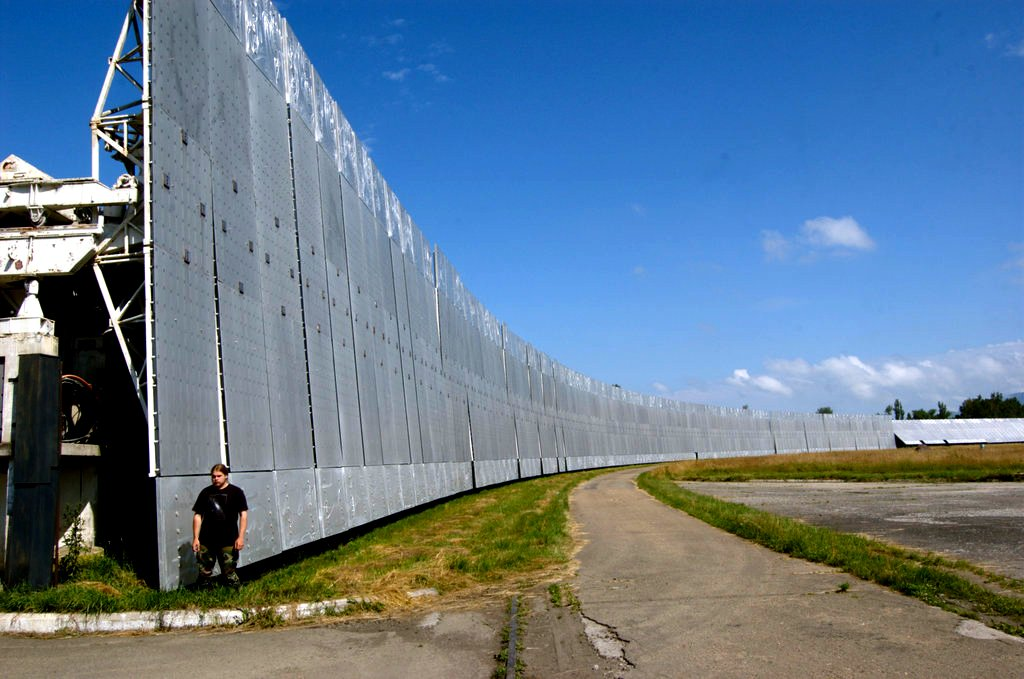
Элементы кругового отражателя

Это наиболее крупная часть радиотелескопа, она состоит из 895 прямоугольных отражающих элементов размером 11,4 на 2 метра, расположенных по кругу диаметром 576 метров. Центральная часть каждой панели высотой 5 метров имеет радиус кривизны 290 м и выполнена с повышенной точностью. Они могут перемещаться по трём степеням свободы. Круговой отражатель разделён на 4 независимых сектора, названных по частям света: юг, север, восток, запад. Каждый сектор имеет площадь 3000 м², таким образом общая площадь 4×3000=12000 м² Отражающие элементы каждого сектора выставляются по параболе, образуя отражающую и фокусирующую полосу антенны. В фокусе такой полосы располагается специальный облучатель:563.

### Плоский отражатель
Плоский отражатель состоит из 124 плоских элементов высотой 8,5 метра и общей длиной 400 метров. Элементы могут вращаться относительно горизонтальной оси, расположенной вблизи уровня земли. Для проведения некоторых измерений отражатель может быть убран совмещением его поверхности с плоскостью земли. Отражатель используется как перископическое зеркало.
При работе поток радиоизлучения, попавший на плоский отражатель, направляется в сторону южного сектора кругового отражателя. Отразившись от кругового отражателя, радиоволна фокусируется на облучателе, который устанавливается на кольцевых рельсах. Установкой облучателя в заданную позицию и перестройкой зеркала можно направлять радиотелескоп в заданную точку неба. Также возможен режим слежения за источником, при этом облучатель непрерывно движется, а также перестраивается зеркало.

### Конический отражатель
В конце 1985 года установлен дополнительный конический отражатель-облучатель, который позволяет принимать излучение со всего кольца кругового отражателя, но диапазон склонений принимаемых источников ограничен зенитным расстоянием ± 5 градусов.

### Приёмные кабины

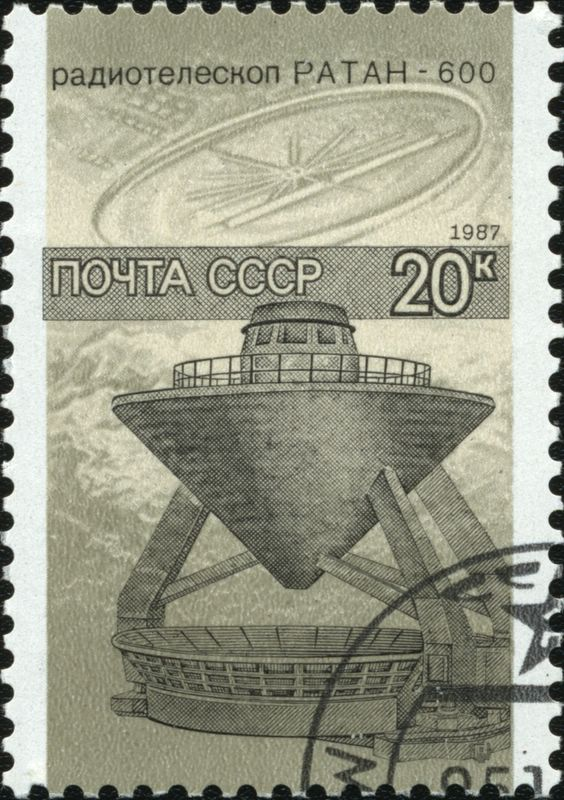
Почтовая марка СССР с изображением вторичного зеркала и облучателя кабины № 6

На телескопе имеется пять[уточнить] приёмных кабин, установленных на железнодорожных платформах. Платформы могут перемещаться по одному из 12 радиальных путей, что обеспечивает набор фиксированных азимутов с шагом 30°. Перестановка облучателей между путями осуществляется с помощью центрального поворотного круга. По состоянию на 1998 год, для наблюдений использовались только азимуты 0, 30, 180 и 270°.

#### Кабина № 5
Вторичное зеркало имеет большие размеры, нежели на кабинах 1—3, это было сделано для обеспечения эффективной работы с закрылками на круговом отражателе радиотелескопа. Кабина может двигаться как по радиальным, так и по дуговым путям. В последнем случае можно реализовать конфигурацию, когда выбранный объект будет сопровождаться длительное время.

#### Кабина № 6
Основу составляет коническое вторичное зеркало, под которым расположен облучатель. Введён в строй в 1985 году. Позволяет принимать излучение со всего кругового отражателя, при этом реализуется максимальная разрешающая способность радиотелескопа. Однако в таком режиме можно наблюдать только радиоисточники, направление на которые отклоняется от зенита не более ± 5°. С учётом широты местности получается диапазон склонений 38—49°.
Этот облучатель чаще всего фигурирует на иллюстрациях, связанных с телескопом.

## Технические характеристики
Опубликованы следующие характеристики телескопа:
- Диаметр главного зеркала: 576 м.
- Число элементов антенны: 895.
- Размер элемента: 11,4×2 м.
- Геометрическая площадь антенны: 12000 м².
- Эффективная площадь всего кольца: 4×3000 м².
- Рабочий диапазон волн: 0,8—50 см.
- Рабочий диапазон частот: 610—35 000 МГц.
- Максимальное угловое разрешение: 1,7".
- Точность определения координат: 1—10".
- Предел по плотности потока: 0,500 мЯн.
- Предел по яркостной температуре: 0,050 мК.
- Время слежения (Юг + Плоский отражатель): 1—3 часа.